# 蜜月
度蜜月，又稱為蜜月旅行，是新婚的配偶一起到外地或在旅行中度過的休閒時光。蜜月通常被認為應是浪漫和幸福的，不應有其他親友的陪行或煩擾。
有觀點認為，蜜月旅行的要點，在於行程浪漫之餘，亦不失個人的空間。因此，若非必要而要參加旅行團的話，也希望觀光的地點氣氛浪漫。隨著時間的轉變，和地點的多樣化，大家的選擇性也變多了，所以地點的選擇及時間上的分配也就愈來愈多了。部分人考慮到國外的觀光景點做一趟甜蜜的蜜月之旅。

## 各国蜜月趣闻

### 中国
在中国，蜜月一词是西方外来语。中国传统的婚俗，新娘“过门”之后，过几天要“回门”，也就是回娘家住几天，报个平安。如果与新婚丈夫一起回娘家，叫做双回门。